# Dieselová lokomotiva

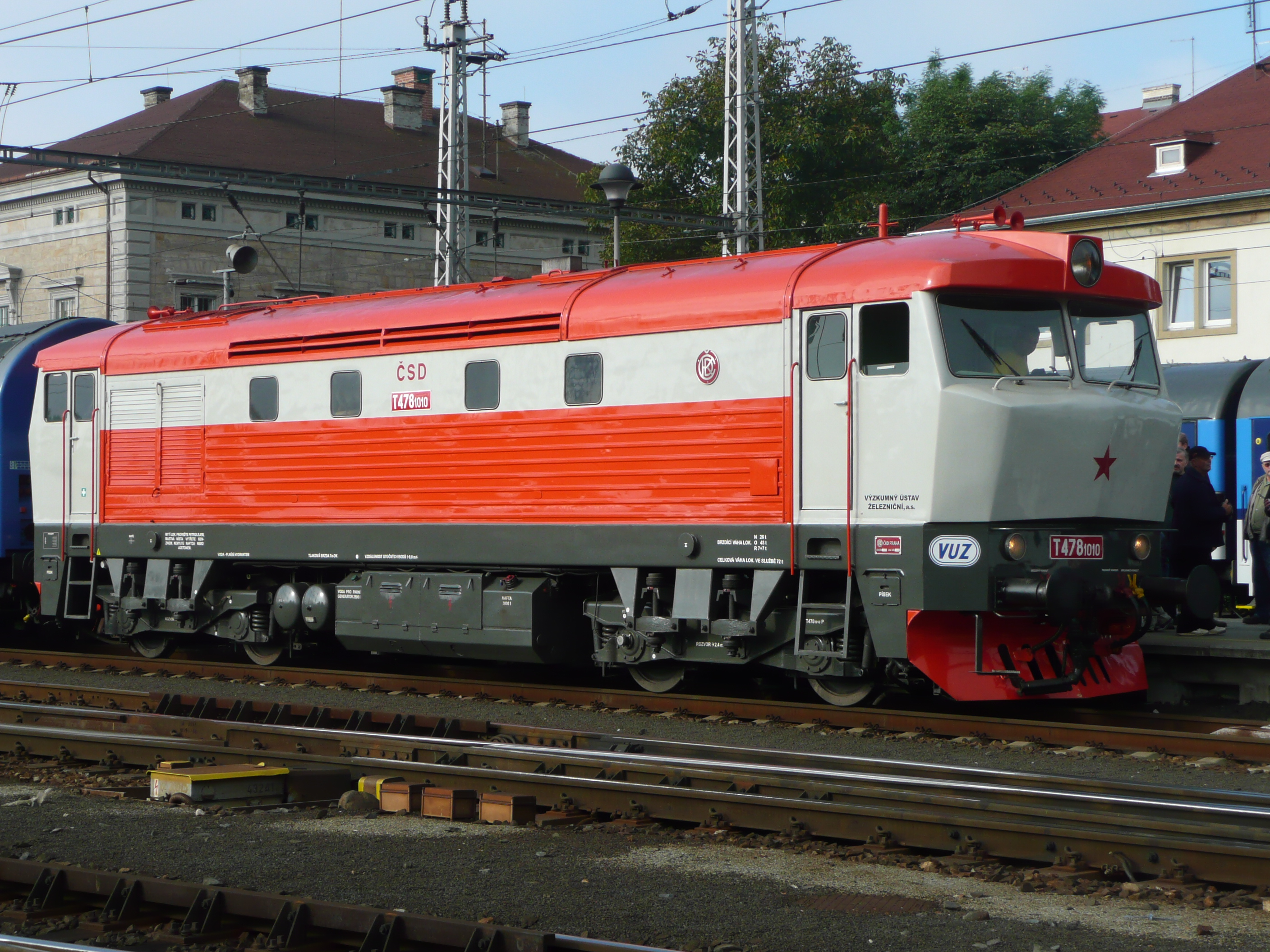
Dieselelektrická lokomotiva řady T 478.1

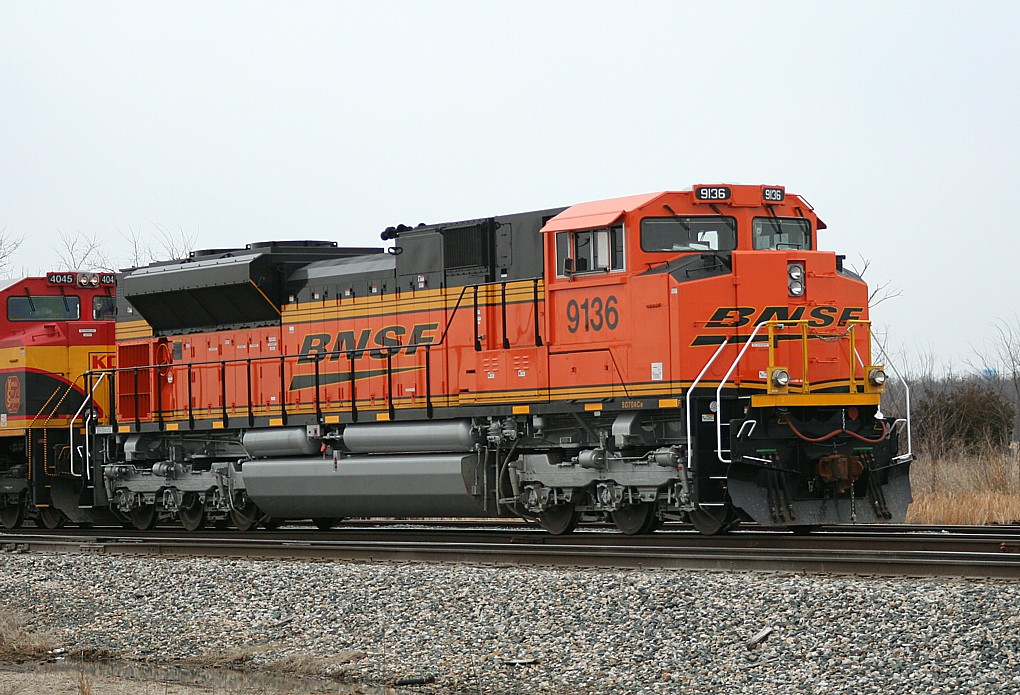
Dieselelektrická lokomotiva SD70ACe společnosti BNSF

Dieselová lokomotiva je jedním z nejobvyklejších trakčních vozidel na současné železnici, které je poháněno dieselovým motorem. Nahradila dříve převažující parní lokomotivu, a to zejména na méně frekventovaných tratích, kde zatím neproběhla elektrifikace. Kromě klasických dieselových lokomotiv existují také motorové vozy s dieselovým motorem.

## Přenos výkonu
Konstrukčním problémem u lokomotiv je přenos velkého výkonu prvotního motoru na kola vozidla (železniční dvojkolí) v širokém rozsahu provozních režimů, tedy převod téměř konstantního krouticího momentu spalovacího motoru na proměnlivou tažnou sílu lokomotivy (tzv. trakční hyperbola). Ten se řeší u dieselových lokomotiv a obdobně i u jiných vozidel nezávislé trakce různými systémy pro přenos výkonu.

### Elektrický přenos výkonu

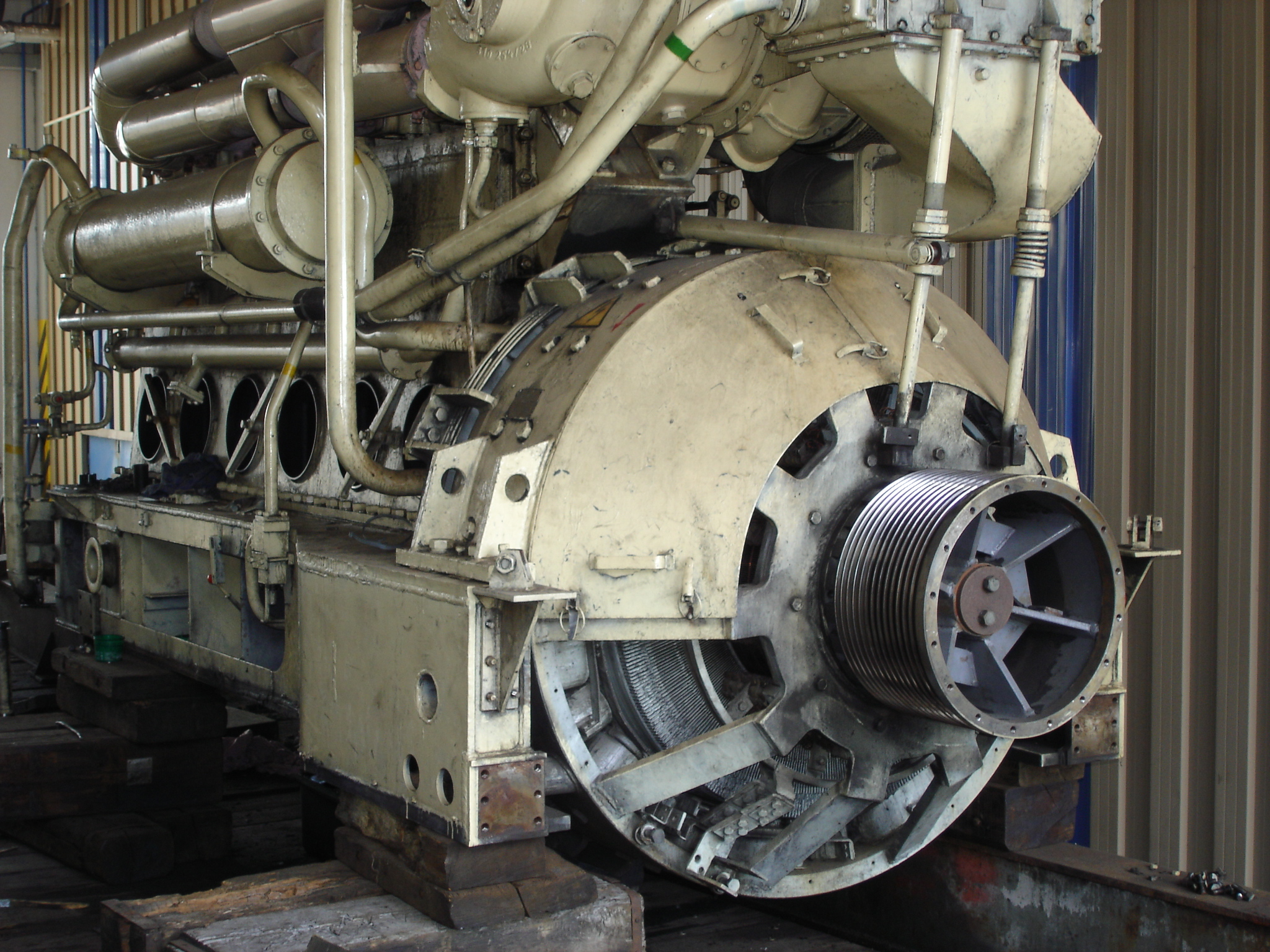
Vymontovaný dieselagregát z lokomotiv řady 751 v pražském vršovickém depu (v popředí trakční dynamo)

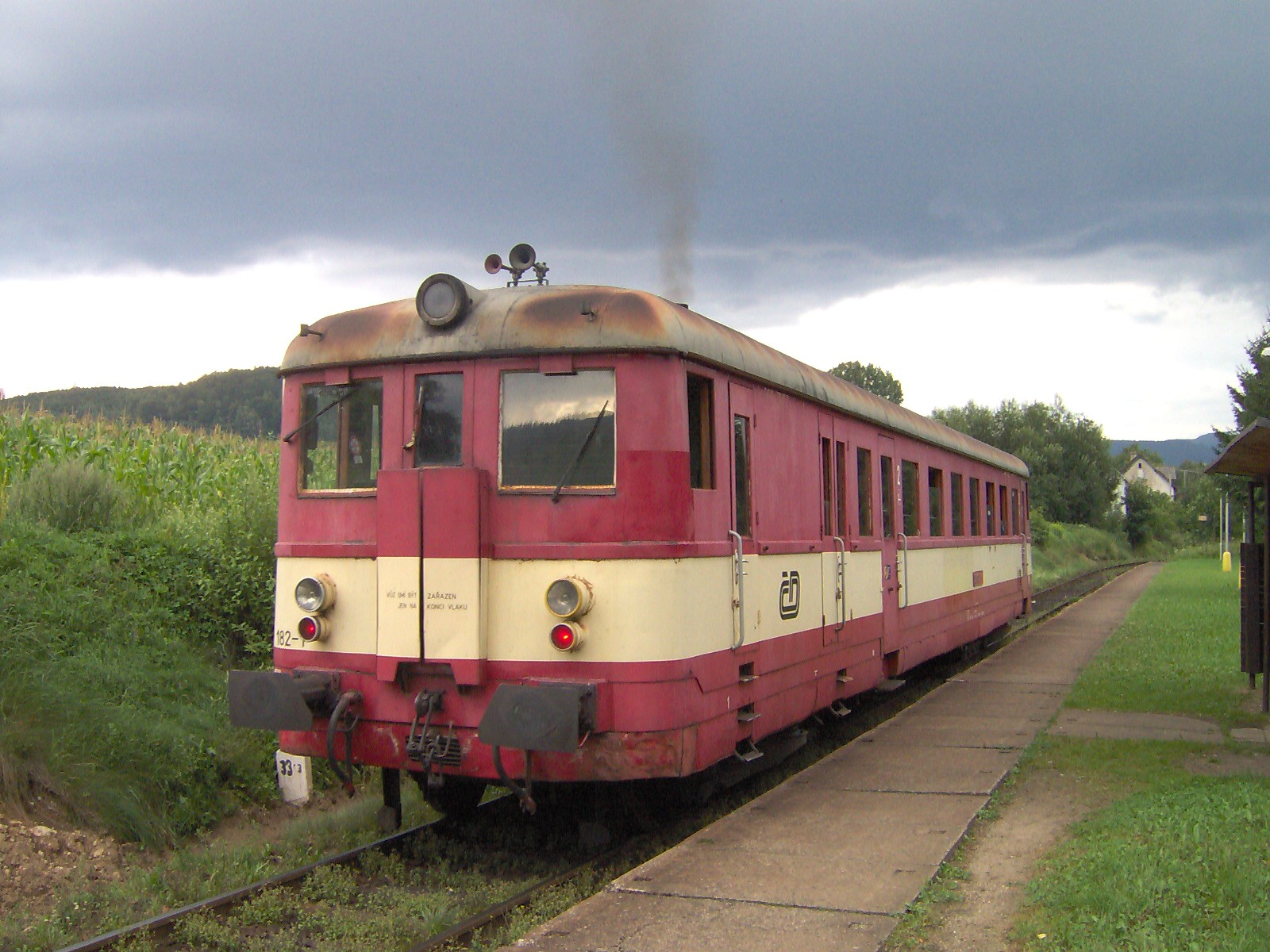
Dieselelektrický vůz ČD ř. 831

V dieselové lokomotivě vybavené elektrickým přenosem výkonu je zdrojem energie soustrojí složené z prvotního spalovacího motoru, obvykle vznětového, v některých případech turbíny, pevně spojeného s elektrickým generátorem. Jejich hřídele bývají přímo spojeny pružnou spojkou (viz motorgenerátor se spalovacím motorem). Soustrojí vyrábí elektrickou energii pro pohon lokomotivy trakčními elektromotory. Přenos mechanické práce z elektromotoru na nápravu (železniční dvojkolí) je zajišťován obvykle jednoduchým ozubeným převodem. Takové hnací vozidlo se spalovacím motorem je označováno jako dieselelektrická lokomotiva nebo dieselelektrický (motorový) vůz.
Elektrický přenos výkonu umožňuje změnu téměř konstantního krouticího momentu u spalovacího motoru na proměnlivou tažnou sílu lokomotivy, přináší možnost startu prvotního motoru naprázdno (u stejnosměrných řešení výhodně pomocí generátoru zapojeného jako motor), protože hnací agregáty typu spalovacího motoru nemohou z principu poskytovat krouticí moment od nulových otáček, vyrovnává malý rozsah provozních otáček spalovacího motoru s mnohem větším rozsahem otáček trakčního elektromotoru, umožňuje snadnou reverzaci chodu, která je prováděna vždy v elektrické části pohonu, hospodárný přenos velkých výkonů a snadnou spojitou regulaci proudu trakčních elektromotorů. Elektrické motory je taktéž možno dobře využívat i pro elektrodynamické brzdění. Snadno se ovládá, protože vhodnou charakteristiku trakčního generátoru lze nastavit vhodnou kombinací buzení.
Z hlediska druhu použitého elektrického proudu se rozdělují elektrické přenosy výkonu na tři základní skupiny (uvedeny v historickém pořadí, jak byly zaváděny, ale používají se stále všechny):
- stejnosměrný (DC/DC) – zdrojem trakčního proudu je dynamo, vozidlo pohánějí stejnosměrné motory,
- smíšený, střídavě stejnosměrný (AC/DC) – místo dynama je zdrojem proudu pro stejnosměrné trakční motory trakční alternátor s usměrňovačem,
- střídavý (AC/AC) – zdrojem proudu je trakční alternátor, asynchronní nebo synchronní trakční motory jsou napájeny z polovodičových měničů.

Výhody elektrického přenosu převažují nad jeho nevýhodami. Oproti mechanickému přenosu je účinnost nižší, ve srovnání s hydrodynamickým přenosem výkonu má konstrukce elektrického přenosu sice vyšší hmotnost, ale vyšší účinnost.

### Hydrodynamický přenos výkonu

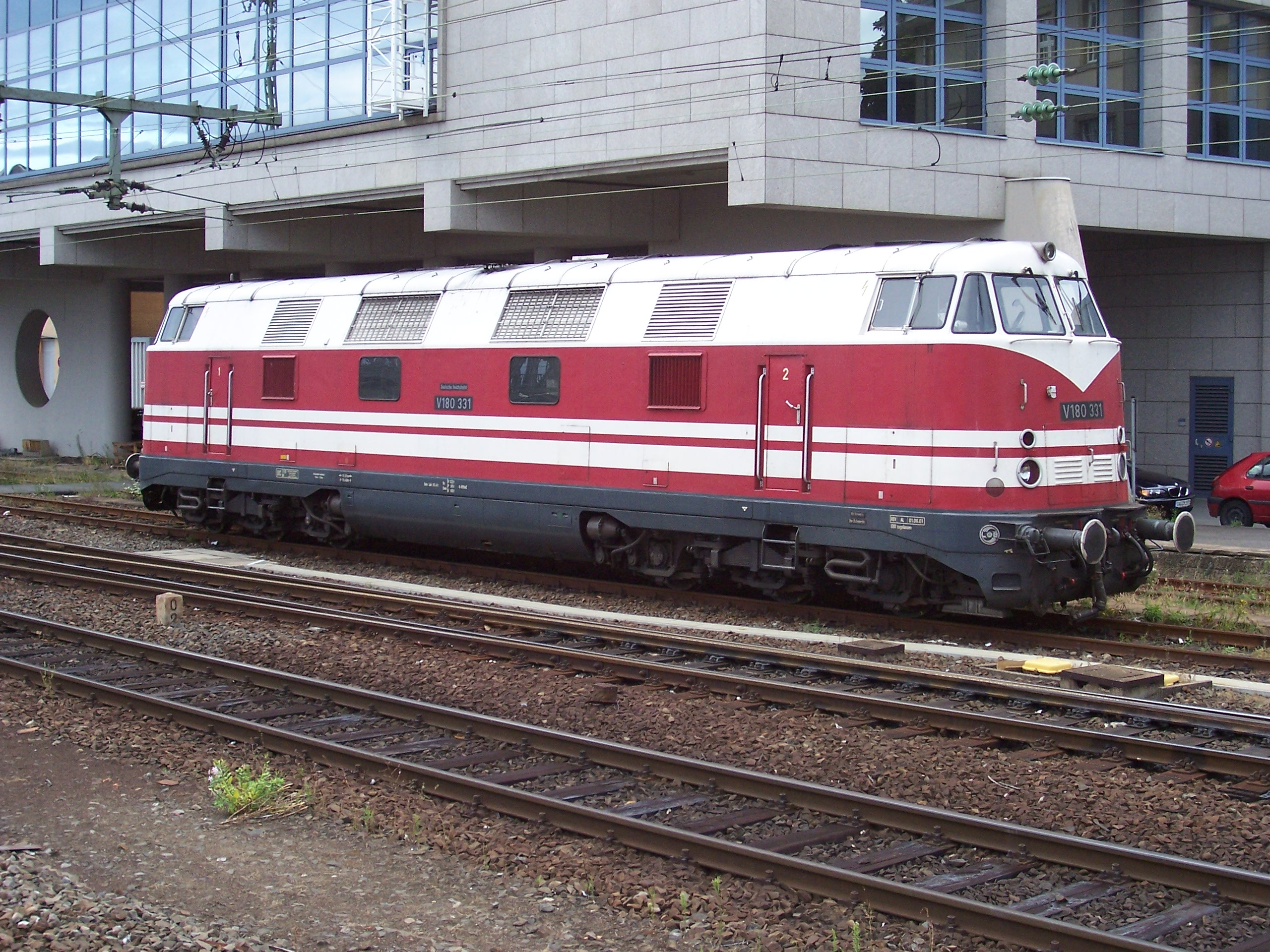
Dieselhydraulická lokomotiva DR řady V 180

Hydrodynamický přenos výkonu je realizován prostřednictvím hydrodynamického měniče nebo hydrodynamické převodovky a používá se u motorových lokomotiv všech výkonových kategorií, motorových jednotek a vozů. Z hlediska nákladů je tento přenos levnější a lehčí alternativou k elektrickému přenosu výkonu, ale má nižší účinnost. Oba jmenované přenosy výkonu se používají k přenosu vyššího výkonu, než jaký je možno přenést mechanickým přenosem výkonu.

### Mechanický přenos výkonu
Mechanický přenos výkonu je ve svém principu velmi podobný mechanickým pohonům užívaných u většiny silničních motorových vozidel – soustava obsahuje: běžný vznětový spalovací motor, mechanickou převodovku se soustavou ozubených kol, mechanickou spojku mezi motorem a vstupním hřídelem převodovky. Variantně se také užívá řešení s řazením stupňů pomocí spínání několika třecích spojek (tzv. systém Mylius) nebo s planetovou převodovkou (tzv. systém Wilson). Využívá se u menších posunovacích lokomotiv nebo motorových vozů s nízkým výkonem (např. lokomotiva 701 nebo motorový vůz M 131.1).
Hybridním řešením je elektromechanický přenos výkonu použitý u Slovenské strely nebo hydromechanický přenos výkonu používaný například motorovými vozy 810 a 842.

## Zařízení pro vytápění vlaku
Specifickým problémem při použití dieselové lokomotivy v osobní dopravě je, „čím vytápět vlakovou soupravu“. Zatímco u elektrické trakce je samozřejmostí použít elektřinu z trakčního vedení a u parní trakce páru z kotle lokomotivy, zde není jednotnost. Systémy vytápění prošly vývojem od vytápění parou z parního generátoru (ve vozech se použilo vytápěcí zařízení určené pro parní provoz) k elektrickému vytápění elektřinou ze zvláštního topného generátoru (obvykle alternátoru souose umístěného v pokračování osy motorgenerátoru, jako u lokomotiv ř. 754).
Záměna parního vytápěcího zařízení za elektrické je podstatou rekonstrukce, kterou vznikly v ČR a v SR lokomotivy ř. 750 z řady 753 a v ČR ještě ř. 749 z řady 751. (Některé lok. 749 kromě toho vznikly dosazením elektrického topení do lokomotiv bývalé řady 752, od výroby nákladních – viz dále.)
Část lokomotiv bývá vyčleněna jako nákladní (či posunovací); buď tak byly určeny již od konstrukce a nemají vytápěcí zařízení vůbec, nebo mají nadále neudržovaný starší parní systém (jako nyní u části českých a slovenských lokomotiv řad 751 a 753). Touto charakteristikou se motorové lokomotivy liší od elektrických a parních traťových lokomotiv, kde vzhledem k nižším nákladům s tím spojeným byly náležitosti k vlakovému topení instalovány takřka vždy.
Použití odpadního tepla z primárního motoru (chladicí voda, výfuk) k vytápění vlaku je technologicky a organizačně sotva zvládnutelné. Využívá se jen k vytápění motorových vozů.
Jiné varianty, neovlivňující konstrukci samotné lokomotivy:
- použití individuálních topení v každém voze, třeba právě s nákladní lokomotivou (v ČR například přípojné vozy k motorovým vozům tažené lokomotivou ř. 742)
- použití speciálního topného vozu.